# Битка код Коморана
Битка код Коморана 1849. била је део Мађарске револуције 1848.

## Увод
Децембра 1848. у тврђави и на мостобранима у Коморану налазила се мађарска посада са око 9.000 људи и 260 топова. У зимској офанзиви против мађарских револуционара, Виндишгрец је 15. децембра 1848. заузео Братиславу коју су Мађари напустили без борбе, а затим је 30. децембра потукао мађарску Дунавску армију у бици код Мора и опсео Коморан. Мађарска војска је одступила према Будиму, који је напустила без борбе, док се мађарска влада преселила у Дебрецин. Будим је заузет без борбе 5. јануара 1949.

## Прва битка код Коморана
Аустријске опсадне трупе (око 15.000 људи) почеле су 20. марта бомбардовање тврђаве. Након мађарске победе у бици код Ишасега 6. априла 1849. Артур Гергеј, командант Дунавске армије, кренуо је у деблокаду Коморана. Аустријанци су му пошли у сусрет, али су 19. априла одбијени, посада је направила испад 22. априла и Гергеј је ушао у град. Нове аустријске трупе стигле су из Будимпеште 26. априла, али су након тешке борбе натеране на повлачење.

## Друга битка код Коморана
У мају и јуну 1849. Мађари су јужно од Коморана изградили утврђени логор и ојачали одбрану града. У летњој офанзиви аустријска главна војска под генералом Јулијусом Хајнауом је 2. јула продрла до Коморана. Гергеј је у рејону Коморана имао преко 50.000 људи, од тога 25.000 у утврђеном логору. Аустријанци су 2. јула извршили општи напад на утврђени логор са око 37.000 војника и једном руском дивизијом, али су одбачени мађарским противнападом.

## Трећа битка код Коморана
После одласка аустријске главнине према Будимпешти (10. јула), Мађари су нападом 11. јула покушали да одбаце аустријске снаге јужно од утврђеног логора, али без успеха. Аустријска војска посела је Будим 11. јула 1849., а наредног дана и Пешту. Да би избегао опкољавање, Гергеј је са већином војске кренуо према Вацу 13. јула, а остатак (2 корпуса) под командом генерала Ђерђа Клапке, успео је да одржи одбрану све до 4. октобра 1849.